# Луцкий, Константин Леонидович
Константин Леонидович Луцкий (17 февраля [1] марта 1882, Новочеркасск, Российская империя — 12 декабря 1954, СССР) — советский скульптор.

## Биография и творчество
Родился в Новочеркасске 1 марта 1882 года в еврейской семье художника (умер в 1914 году) и преподавательницы музыки. С 1904 года вместе с семьей проживал некоторое время в Европе, затем в Петербурге. После 1917 года переехал в Ростов-на-Дону, а затем — в Москву.
14 апреля 1930 года первым (вторым был скульптор Сергей Меркуров) снял посмертную маску и слепки с рук совершившего самоубийство поэта Владимира Маяковского. И посмертная маска, и слепки с рук Маяковского находятся в музее поэта в Москве на Лубянской площади.
Луцкий создал горельефы, символизирующие завоевание трудящимися права на отдых и охрану здоровья, для парадного входа в Октябрьские нарзанные ванны в Кисловодске (1928). В работе над горельефами также принял участие кисловодский скульптор Григорий Никитович Валуйский (1900 — после 1943). В качестве натурщиков выступили местные жители.
Был автором гипсового памятника Александру Грибоедову на Сретенском бульваре Москвы (1929), созданного на основе барельефного портрета поэта, созданного скульптором в 1918 году.
Изготовил ныне утраченные гипсовые скульптуры Джордано Бруно и Галилео Галилея к открытию Московского планетария (1929). Их авторские отливки были установлены на пьедесталах в Ярославском антирелигиозном музее (1938—1941), затем украшали фойе первого Ярославского планетария (1948—2010), а в 2010 году при переезде планетария в новое здание исчезли при невыясненных обстоятельствах. Для Московского планетария Луцкий выполнил в гипсе ещё две ныне не существующие работы — скульптурные портреты Николая Коперника и Михаила Васильевича Ломоносова.
В 1934 году Луцкий был арестован, но вскоре освобождён.
29 января 1935 года скульптор изготовил посмертную маску жившего с 1925 года в СССР деятеля Парижской коммуны Гюстава Инара (1847—1935).
Скончался 12 декабря 1954 года. Урна с прахом захоронена в Москве на Донском кладбище (уч. № 4).

## Галерея работ

Памятник Александру Грибоедову на Сретенском бульваре Москвы (фото 1930 года)
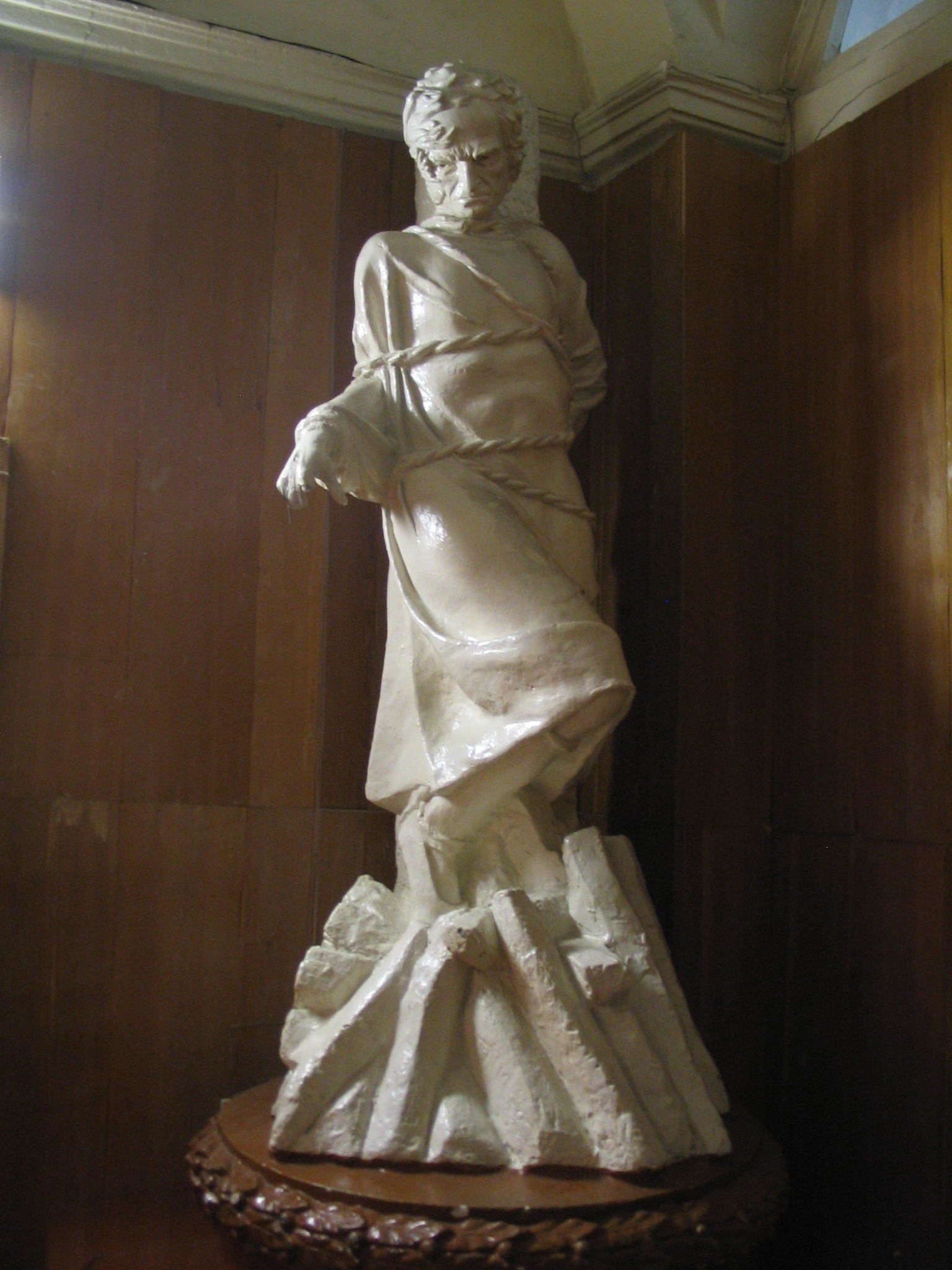
Скульптура Джордано Бруно в фойе первого Ярославского планетария (фото 2007 года)
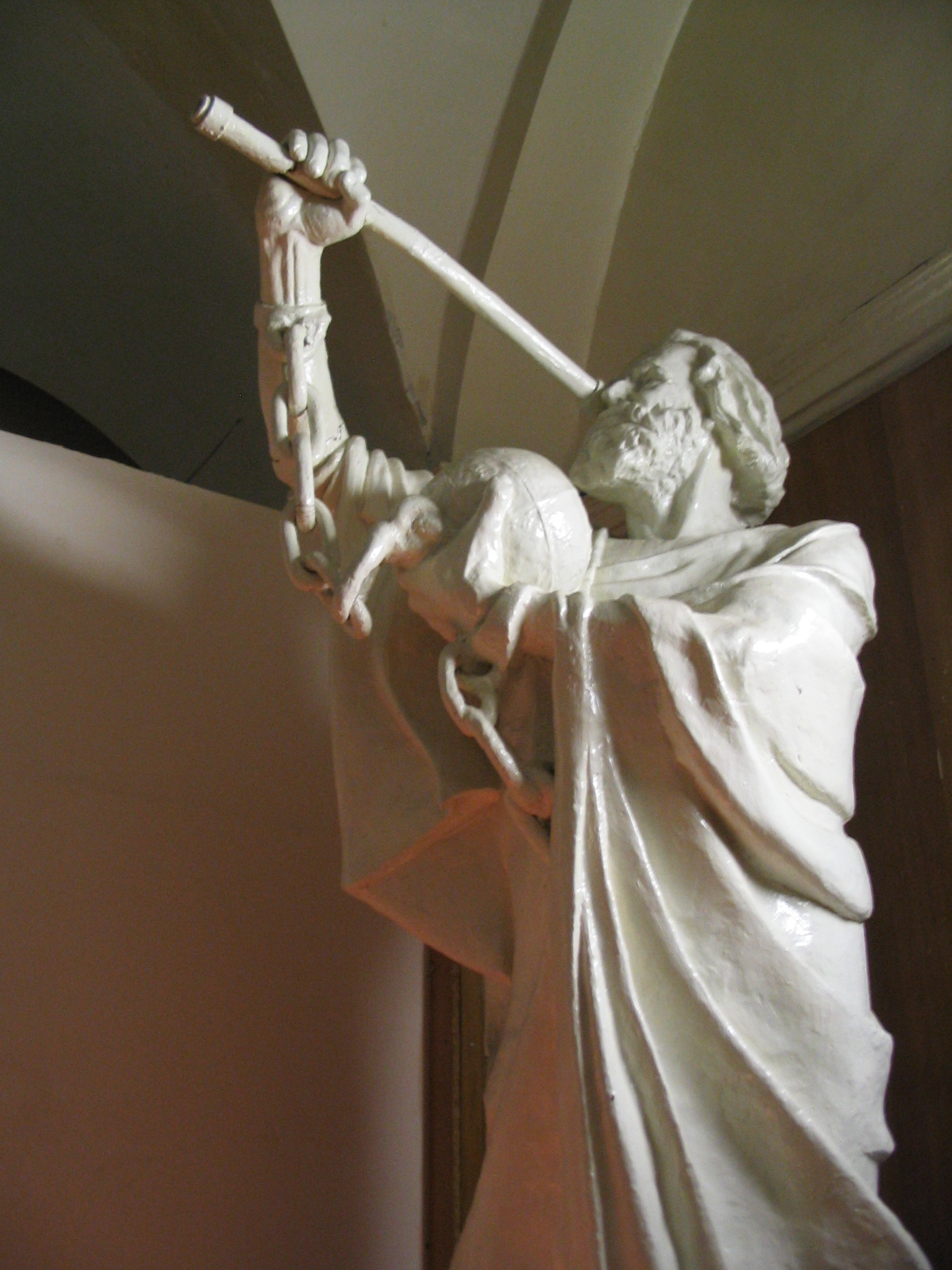
Скульптура Галилео Галилея в фойе первого Ярославского планетария (фото 2007 года)

## Критика
В начале 1930-х годов памятник Грибоедову работы Луцкого был раскритикован и убран с бульвара:
```
Трудно представить что-нибудь более убогое и непривлекательное... О качестве этого произведения можно судить хотя бы потому, что оно принадлежит скульптору Луцкому, работы которого неоднократно вызывали возмущение советской общественности (бюст Маяковского, проект памятника Нансену)... Нечего и говорить, что такие произведения дискредитируют самую идею скульптурного оформления Москвы.
 
Луцкой на поприще культуры
 Наглядно доказал весьма,
 Что кроме горя от ума
 Бывает горе от халтуры.
Памятник необходимо снять!
[
4
]
```

## Семья
- Брат — Луцкий Евгений Леонидович, пианист
- Жена — Луцкая Антонина Леонидовна (1892—1970), педагог
  - Сын — Луцкий Валерий Константинович (6 февраля 1928 — 27 августа 1996), Почётный член Всесоюзного Астрономо-геодезического общества, один из руководителей Московского планетария, член Союза журналистов СССР и России, популяризатор науки[2]